# 그레이스 오브 모나코
《그레이스 오브 모나코》(영어: Grace of Monaco)는 2014년 공개된 영화이다.

## 출연

### 주연
- 니콜 키드먼
- 팀 로스
- 프랭크 란젤라

### 조연
- 파즈 베가
- 파커 포시
- 마일로 벤티밀리아
- 제랄딘 소머빌
- 니콜라스 파렐
- 로버트 린세이
- 데릭 제이코비
- 앤드레 펜번
- 로저 애쉬톤 그리피스
- 잔느 발리바
- 플로라 니콜슨
- 이브 자크
- 올리비에 라보르딘
- 로저 애쉬톤 그리피스
- 진 델
- 필립 딜란시
- 론 웹스터
- 파스칼린 그레베코어
- 제레미 코빌롤트
- 니콜라스 호트리
- 로비 녹
- 에드윈 프레이

## 기타
- 공동제작: 제레미 버덱
- 공동제작: 나디아 캄리치
- 공동제작: 애드리언 폴리토스키
- 공동제작: 질 바테르케인
- 라인프로듀서: 디디에 호라우
- 라인프로듀서: 스테판 로에스트
- 조감독: 마티아스 오노레
- 사운드슈퍼바이저: 파스칼 빌라르
- 미술: 댄 웨일
- 시각효과: 알랭 카르수
- 시각효과: 도미니크 피오르
- 시각효과: 기욤 라 구에즈
- 분장-헤어: 이바나 프리모락
- 의상: 지지 르퍼지